# Nationalisme du peuple
Le nationalisme du peuple (en allemand:  völkischer Nationalismus) promeut une forme particulière de nation comme un intermédiaire entre les individus et une entité supérieure (Nature, Univers). Ce nationalisme construit par opposition à ce qui est étranger ou dégénéré admet une hétérogénéité interne aussi bien sociale, culturelle que religieuse. Il a constitué la base idéologique raciste, antisémite et eugéniste du mouvement völkisch et du national-socialisme.